# X-Men (pel·lícula)
X-Men és una pel·lícula d'acció nord-americana de l'any 2000 dirigida per Bryan Singer. Està basada en el grup de superherois de còmics anomenats X-Men, pertanyents a l'editorial Marvel Comics. Entre els actors que van participar en la cinta es troben Patrick Stewart, Hugh Jackman, Ian McKellen, Anna Paquin, Famke Janssen, Bruce Davison, James Marsden, Halle Berry, Rebecca Romijn, Ray Park i Tyler Mane.
L'èxit de la pel·lícula va donar origen a altres cintes basades en superherois de Marvel, com Spiderman, Daredevil i Hulk. A més, X-Men va tenir quatre seqüeles, X-Men 2 (2003), X-Men: La decisió final (2006), The Wolverine (2013) i X-Men Origins: Wolverine (2014), un derivat també preqüela, X-Men Origins: Wolverine (2009), i una altra preqüela, X-Men: First Class (2011). Ha estat subtitulada al català.

## Argument
Els mutants són el següent pas evolutiu en la cadena de la humanitat. Alguns nens neixen amb un gen especial que es manifesta en la pubertat mitjançant poders sobrenaturals. Charles Xavier els ensenya com controlar els seus poders i usar-los pel bé de la humanitat en el seu Institut per a Nens Superdotats. El senador Robert Kelly s'oposa a l'existència dels mutants, argumentant que són una amenaça i un perill a la seguretat pública, així com per al planeta. D'altra banda, Eric Lehnsherr (Magneto) diu que la humanitat és el mal d'aquest planeta.
La jove Marie gairebé mata accidentalment el seu xicot quan els seus poders mutants emergeixen. Fuig de casa seva amb el nom de Rogue (Múrria), en al·lusió al seu poder de robar l'energia de les persones així com els poders d'altres mutants. En la seva fugida coneix Logan, també conegut com a Wolverine (Llobató en català), un home que sobreviu amb els diners de baralles il·legals en gàbies, però Rogue descobreix que té poders especials igual que ella: ell és capaç de regenerar-se gairebé instantàniament. Quan els dos viatgen en l'autocaravana de Logan, són atacats per Sabretooth (Dents de Sabre), però són salvats per Ciclop i Tempesta. Logan i Rogue són portats a l'institut de Charles Xavier. Allí Wolverine i Rogue coneixen un equip de superherois mutants coneguts com a X-Men, que compten amb la telèpata i telequinètica Jean Grey, a més de Tempesta i Ciclop.
El senador Kelly és segrestat per Mystique (Mística) i portat davant Magneto, qui ha creat una màquina capaç d'emetre una radiació que força la mutació en els humans ordinaris, atorgant-los poders. Magneto utilitza la seva màquina contra Kelly, que obté el poder d'estirar-se. Kelly escapa i a l'institut li revela els plans de Magneto a Xavier abans de morir a causa dels seus nous poders.
Rogue és segrestada per Magneto (Lensherr) perquè ella absorbeixi els seus poders i sigui utilitzada en la màquina com a font de poder, atès que aquesta màquina s'activava amb el magnetisme del seu creador i el deixava gairebé mort. El seu pla és que Rogue deixi la seva força en la màquina per poder convertir els humans en mutants. Els X-Men entren a l'Estàtua de la Llibertat, matant els seus dos sequaços, Toad (Gripau) i Sabretooth. Lluiten contra Magneto i Logan rescata Rogue, qui sembla morta fins que Logan li dona un toc per transferir-li el seu poder de curació. Magneto és atrapat però Mystique fuig i més endavant adopta l'aparença del senador Kelly per a una votació.
Al final de la pel·lícula Wolverine va al Canadà per trobar els seus orígens, però promet a Rogue que tornarà.
La seqüència final mostra Magneto a la presó (en una cel·la de plàstic especial per a ell, perquè no pugui usar els seus poders magnètics), rebent una visita de Xavier. Mentre estan tots dos jugant als escacs, Magneto li diu al seu vell amic que seguirà barallant "per qualsevol mitjà necessari", mentre Xavier respon que sempre estarà llest per combatre les amenaces.

## Repartiment

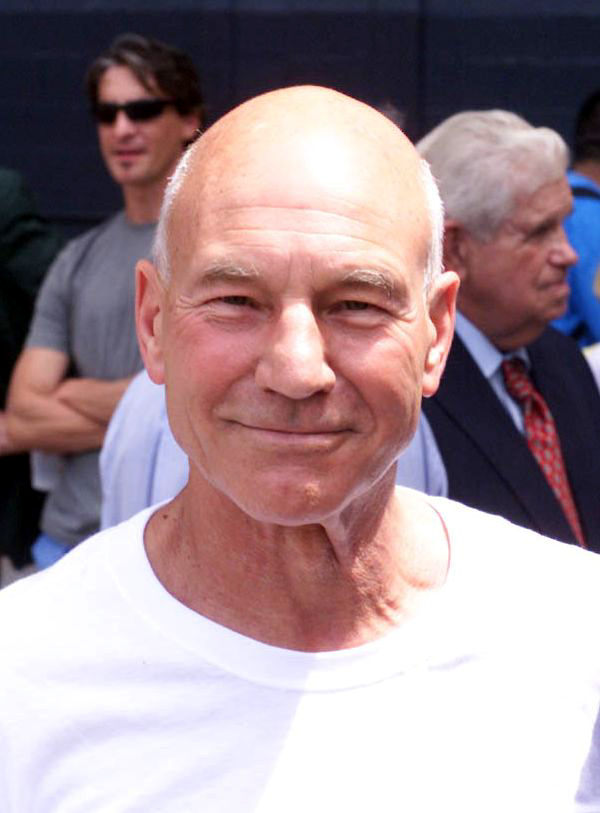
Patrick Stewart, intèrpret del professor Charles Xavier

- Patrick Stewart com Charles Xavier/Professor X: Fundador dels X-Men i de l'Escola de Xavier per a Joves Superdotats, Xavier vol la convivència pacífica entre mutants i humans i és considerat com un expert en mutació genètica. A pesar que està en una cadira de rodes, és un poderós mutant amb grans habilitats telepàtiques. Juntament amb Magneto, ell és l'inventor de la màquina Cervell, que amplifica encara més les seves habilitats.
- Ian McKellen com Erik Lehnsherr/Magneto: Un supervivent de l'Holocaust, ell i Xavier van ser una vegada aliats i van construir Cervell junts. No obstant això, la seva creença que els humans i els mutants mai podran coexistir els va portar a separar-se. Té poderoses capacitats magnètiques i un gran coneixement en matèria de manipulació genètica, que utilitza per planificar una mutació en els líders mundials per a la prosperitat mutant.
- Hugh Jackman com Logan/Wolverine: Un home rude i solitari que es guanya la vida en baralles de gàbia. Ha viscut durant quinze anys sense saber qui ha sigut en el passat. Té sentits animals i la capacitat de guarir-se ràpidament de nombroses lesions, la qual cosa fa que la seva edat sigui impossible de determinar. El seu esquelet està recobert d'adamàntium, i té unes urpes retràctils (també recobertes d'adamàntium).
- Famke Janssen com Jean Grey: Té una relació amb Ciclop i treballa com a doctora en la Mansió-X. Té poders telecinètics i telepàtics.
- James Marsden com Scott Summers/Cyclops: És el segon al comandament dels X-Men, així com un instructor en l'Institut. Està enamorat de Jean Grey i té una relació amb ella. Emet un poderós raig vermell dels seus ulls, que només es manté baix control amb un visor fet de quars de robí.
- Halle Berry com Ororo Munroe/Storm: Treballa com a professora en la Mansió-X i té la capacitat de manipular el clima.
- Anna Paquin com Marie D'Ancanto/Rogue: Una noia de 17 anys obligada a deixar a la seva família en Mississipi després de deixar al seu nuvi en estat de coma en besar-lo. Quan toca a algú, absorbeix la seva força vital, records i habilitats, la qual cosa podria matar a aquesta persona.
- Tyler Mane com Victor Creed/Dents de Sabre: Un feroç i sàdic lluitador, és un home de confiança per a Magneto. Té unes urpes que s'estenen més enllà de cada dit.
- Ray Park com Mortimer Toynbee/Gripau: Un mutant molt àgil amb una llarga llengua que genera una substància apegalosa.
- Rebecca Romijn com Raven Darkölme/Mystique: Mà dreta de Magneto, té l'habilitat d'alterar la seva forma i imitar a qualsevol ésser humà o objecte, a més de ser una àgil i experta artista marcial.
- Bruce Davison com Robert Kelly: Un polític anti-mutant que vol una Llei de Registre de Mutants. És segrestat per Magneto per provar la seva màquina de mutació, la qual cosa fa que el seu cos es converteixi en una aigua.

## Estrena
X-Men va ser estrenada el 14 de juliol de 2000 als Estats Units, a l'agost del mateix any a l'Amèrica Llatina i el 3 d'octubre a Espanya. Marvel Studios depenia de l'èxit de la cinta per poder produir altres projectes com Spider-Man i Hulk. La pel·lícula va recaptar més de 157 milions de dòlars als Estats Units, i sobre 139 milions en la resta dels països, aconseguint un total de $296.339.527 al llarg del món. La seva estrena al llarg del món es va realitzar entre juliol i novembre de 2000, en les següents dates:

### Recepció
La pel·lícula va obtenir, en general, una resposta positiva per part de la crítica cinematogràfica. X-Men posseeix un 82% de comentaris positius al lloc web Rotten Tomatoes, basat en un total de 154 crítiques, i una puntuació de 64/100 en Metacritic.